# Frontières du Turkménistan

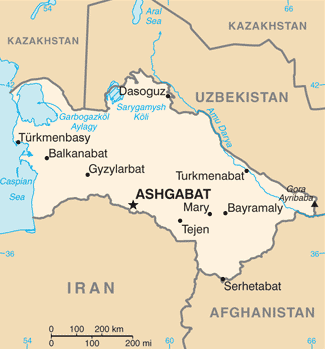
Carte du Turkménistan et des pays voisins.

Le Turkménistan, pays d'Asie centrale, compte quatre frontières internationales:
- frontière avec le Kazakhstan, au nord-ouest, 379 km
- frontière avec l'Ouzbékistan, au nord-est, 1 621 km
- frontière avec l'Afghanistan, au sud-est, 744 km
- frontière avec l'Iran au sud, 992 km

À l'ouest, le pays est bordé par la mer Caspienne mais ne partage pas de frontière maritime avec le pays situé en face, l'Azerbaidjan[réf. nécessaire].